# Smiljka
Smiljka je žensko osebno ime.

## Izvor imena
Ime Smiljka je različica ženskega osebnega imena Smiljana.

## Pogostost imena
Po podatkih Statističnega urada Republike Slovenije je bilo na dan 31. decembra 2007 v Sloveniji število ženskih oseb z imenom Smiljka: 57.

## Osebni praznik
Osebe z imenom Smiljka lahko godujejo takrat kot osebe z imenom Smiljana.